# قائمة الدول حسب عدد السكان الزرادشتية

توزع الزرادشتية في العالم في العصر الحديث

الزرادشتية هي واحدة من الأقدم الأديان التوحيدية في العالم ولها تاريخ يرجع إلى الأعوام 600-1000 ق.م. إجمالي عدد الممارسين الزرادشتيين غير معروف حالياً ولكن التقديرات تتراوح ما بين حوالي 110,000 إلى 120,000 شخص، معظهم يعيشون في أوطانهم التقليدية من الهند (البارسي)، وإيران، ويعتقد أن عددهم في انخفاض. في الوقت الحاضر نسبة كبيرة من السكان الزرداشتيين يعيشون في أماكن مثل أمريكا الشمالية والمملكة المتحدة، والخليج العربي، وأوقيانوسيا، وسنغافورة. تعد جماعات بارسي وإيراني هي من أكثر الجماعات المعروف التي لا تزال ممارسة الدين. من الناحية التاريخية الزرادشتية كانت ديانة واسعة الأنتشار في معظم أنحاء آسيا الوسطى، والأناضول، وبابل، ومهد الديانة البلد الآسيوي إيران.

## القائمة
القائمة التالية هي لتقديرات تعود إلى عام 2012، نشرتها دراسة لمجلة فصلية عن اتحاد الجمعيات الزرادشتية لأمريكا الشمالية، والتي تقدم صورة ديموغرافية عن تعداد الزرادشتيين:
| الدولة                      | تعداد الزرادشتيين |
| --------------------------- | ----------------- |
| الهند                       | 61,000            |
| إيران                       | 15,000 - 25,271   |
| الولايات المتحدة            | 14,405            |
| كندا                        | 6,442             |
| المملكة المتحدة             | 5,500             |
| أستراليا                    | 2,577             |
| دول الخليج العربي           | 1,900             |
| باكستان                     | 1,675             |
| نيوزيلندا                   | 1,231             |
| أوروبا الغربية وآسيا الوسطى | 1,000             |
| سنغافورة                    | 372               |
| هونغ كونغ                   | 204               |
| جنوب أفريقيا                | 134               |
| ماليزيا                     | 43                |
| سريلانكا                    | 37                |
| اليابان                     | 21                |
| العالم                      | 111,691 - 121,962 |

## مواقع خارجية
- تعداد الزرادشتيين في العالم: صورة ديموغرافية 2012